# Forêt de Mare Longue
La forêt de Mare Longue est une forêt des Hauts du sud-est de l'île de La Réunion, département d'outre-mer français dans l'océan Indien.

## Localisation
Située sur le territoire communal de Saint-Philippe, au-dessus du village de Mare Longue, cette forêt abrite une réserve naturelle de 68 hectares riche en bois de couleur et autres essences endémiques de l'île. Elle fait partie du massif forestier de la Coloraie du Volcan. 
Le reste de la forêt a été classé en réserve biologique. Elle est située en partie dans le parc national de La Réunion et entièrement parmi les pitons, cirques et remparts de l'île de La Réunion, un bien du patrimoine mondial.

## Réserve naturelle

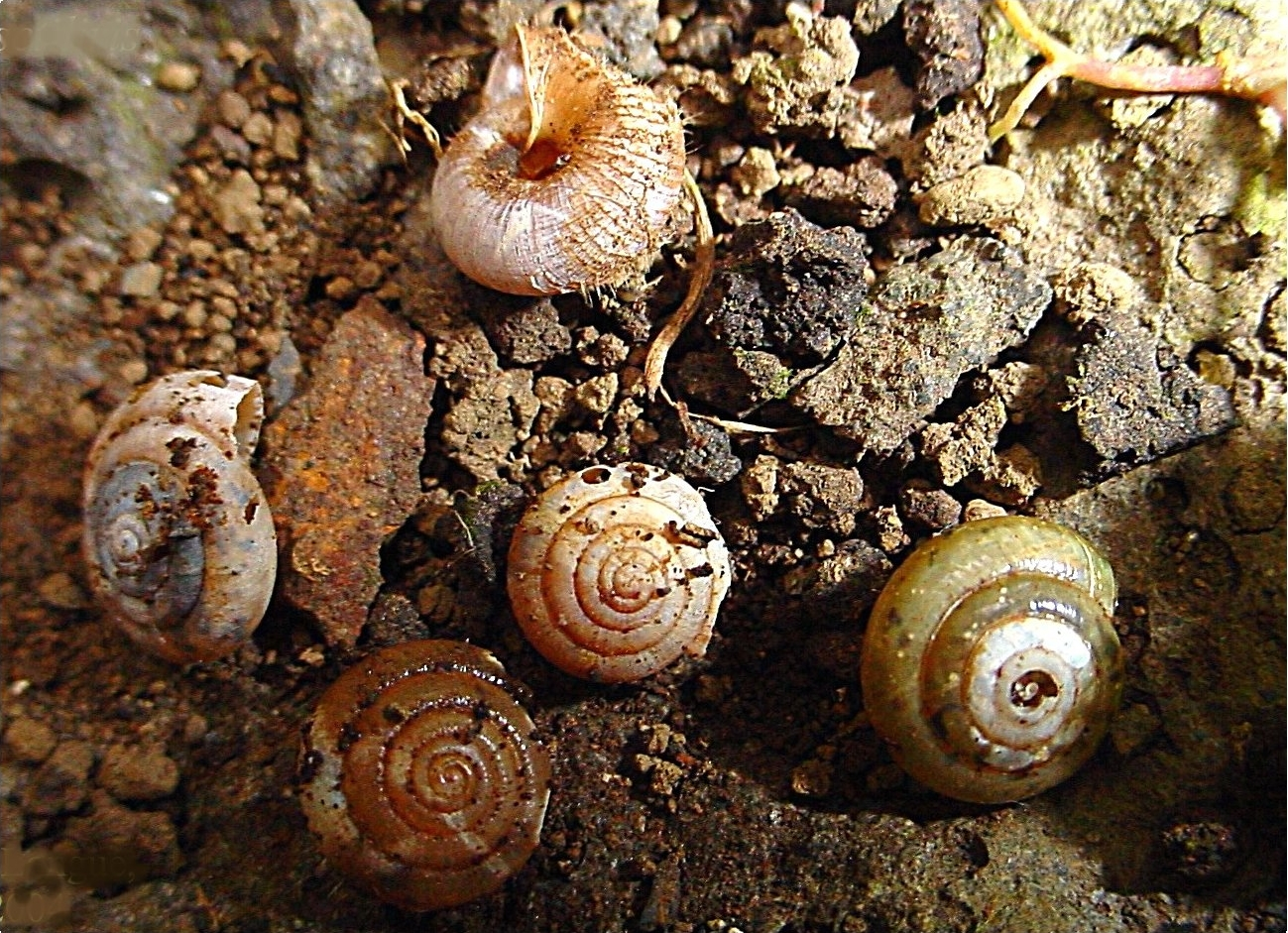
Erepta setiliris dans la forêt.

La réserve naturelle de Saint-Philippe Mare-Longue se situe entre 150 et 700 mètres d’altitude sur les basses pentes du massif du Piton de la Fournaise, volcan actif de l’île.
Implantée sur une coulée volcanique relativement récente (entre 300 et 400 ans), elle abrite l’un des ultimes vestiges de la forêt tropicale humide de basse altitude des Mascareignes, localement appelée forêt de « bois de couleurs des Bas ». Cette formation végétale couvrait autrefois toute la région au Vent de 0 à 800 mètres d’altitude mais ne subsiste aujourd’hui qu'à l'état de lambeaux, sur moins de 5 % de sa surface d'origine.
Classée en réserve biologique dès 1958 sur 23 hectares, la réserve de Mare Longue fut agrandie en 1981 à 68 hectares, date à laquelle elle devint la première réserve naturelle de La Réunion. De nombreuses études scientifiques y sont menées, principalement par l’Université de La Réunion. L’accès à l’intérieur de la réserve est réglementé mais un sentier botanique aménagé à proximité de la réserve et un guide botanique permettent aux visiteurs d’en découvrir toutes les richesses.
La Réserve Naturelle de Saint-Philippe Mare-Longue est gérée par l’Office national des forêts (ONF), avec le soutien du ministère de l'écologie et du développement durable.
La réserve naturelle de Saint-Philippe Mare-Longue est l’une des dernières forêts primaires mégathermes hygrophiles de basse altitude de l’archipel des Mascareignes. C’est également l’un des écosystèmes terrestres les plus étudiés par les chercheurs de l’île de La Réunion.